# Lucas Masoero
Lucas Gabriel Masoero Masi (Mendoza, 1º febbraio 1995) è un calciatore argentino, difensore dell'U Cluj.

## Carriera
Masoero ha iniziato a giocare in patria nell'Independiente Rivadavia, con il quale ha esordito l'8 luglio 2015, in occasione dell'incontro di Primera B Nacional perso in trasferta per 1-0 con lo Estudiantes (SL). Il 24 luglio successivo trova la sua prima rete della carriera, nella vittoria in casa per 1-0 con il Los Andes. Nella prima stagione gioca 19 partite in campionato e una nella coppa nazionale. Le seguenti due stagioni, si è limitato a 4 apparizioni in panchina, non venendo mai impiegato.
Il 1º agosto 2017 viene reso noto il suo acquisto dal Dep. Maipú, scendendo di categoria. Il 16 settembre 2017 ha esordito nel Torneo Federal A, nel pareggio in casa per 0-0 con l'Huracán (LH). Il 1º ottobre successivo, invece, trova la sua prima rete con la squadra, nel pareggio in casa per 1-1 con il Gutiérrez (M), realizzando la rete del momentaneo vantaggio dei suoi.
Nel giugno del 2018, il Deportivo Maipú cede il difensore alla Lokomotiv Plovdiv. Il 22 settembre successivo, ha esordito nella Părva profesionalna futbolna liga, subentrando ad Ante Aralica nella vittoria in trasferta per 1-3 con il Septemvri Sofia. Il 22 novembre 2020 trova la sua prima rete con i bianconeri, realizzando il gol del momentaneo 1-0 con il CSKA 1948 Sofia. In tre stagioni, riesce a vincere due coppe e una supercoppa con la squadra. Il 27 agosto 2020, esordisce nei turni preliminari di Europa League, nella vittoria in trasferta per 0-1 sul campo dei montenegrini dell'Iskra Danilovgrad.
Il 10 luglio 2021 ha firmato un contratto biennale con i russi del Nižnij Novgorod.

## Statistiche

### Presenze e reti nei club
Statistiche aggiornate al 5 settembre 2021.
| Stagione                 | Squadra                  | Campionato               | Campionato | Campionato | Coppe nazionali | Coppe nazionali | Coppe nazionali | Coppe continentali | Coppe continentali | Coppe continentali | Altre coppe | Altre coppe | Altre coppe | Totale | Totale |
| Stagione                 | Squadra                  | Comp                     | Pres       | Reti       | Comp            | Pres            | Reti            | Comp               | Pres               | Reti               | Comp        | Pres        | Reti        | Pres   | Reti   |
| ------------------------ | ------------------------ | ------------------------ | ---------- | ---------- | --------------- | --------------- | --------------- | ------------------ | ------------------ | ------------------ | ----------- | ----------- | ----------- | ------ | ------ |
| 2015                     | Independiente Rivadavia  | PBN                      | 19         | 1          | CA              | 1               | 0               |                    | -                  | -                  |             | -           | -           | 20     | 1      |
| 2016                     | Independiente Rivadavia  | PBN                      | 0          | 0          |                 | -               | -               |                    | -                  | -                  |             | -           | -           | 0      | 0      |
| 2016-2017                | Independiente Rivadavia  | PBN                      | 0          | 0          |                 | -               | -               |                    | -                  | -                  |             | -           | -           | 0      | 0      |
| Totale Ind. Rivadavia    | Totale Ind. Rivadavia    | Totale Ind. Rivadavia    | 19         | 1          |                 | 1               | 0               |                    | -                  | -                  |             | -           | -           | 20     | 1      |
| 2017-2018                | Dep. Maipú               | TFA                      | 26         | 4          | CA              | 4               | 0               |                    | -                  | -                  |             | -           | -           | 30     | 4      |
| 2018-2019                | Lokomotiv Plovdiv        | 1L                       | 8          | 0          | CB              | 0               | 0               |                    | -                  | -                  |             | -           | -           | 8      | 0      |
| 2019-2020                | Lokomotiv Plovdiv        | 1L                       | 12         | 0          | CB              | 5               | 0               | UEL                | 0                  | 0                  |             | -           | -           | 17     | 0      |
| 2020-2021                | Lokomotiv Plovdiv        | 1L                       | 28         | 1          | CB              | 1               | 0               | UEL                | 2                  | 0                  | SB          | 1           | 0           | 32     | 1      |
| Totale Lokomotiv Plovdiv | Totale Lokomotiv Plovdiv | Totale Lokomotiv Plovdiv | 48         | 1          |                 | 6               | 0               |                    | 2                  | 0                  |             | 1           | 0           | 57     | 1      |
| 2021-2022                | Nižnij Novgorod          | PL                       | 6          | 0          | CR              | 0               | 0               |                    | -                  | -                  |             | -           | -           | 6      | 0      |
| Totale carriera          | Totale carriera          | Totale carriera          | 99         | 6          |                 | 11              | 0               |                    | 2                  | 0                  |             | 1           | 0           | 113    | 236    |

## Palmarès

### Club

#### Competizioni nazionali
- Coppa di Bulgaria: 2

Lokomotiv Plovdiv: 2018-2019, 2019-2020
- Supercoppa di Bulgaria: 1

Lokomotiv Plovdiv: 2020